# 우는토끼과
우는토끼 또는 피카는 토끼목의 우는토끼과(Ochotonidae)에 속하는 포유류 동물로, 30개의 종으로 구성되어 있다. 북방우는토끼(시베리아우는토끼, Ochotona hyperborea) 한 종만을 지칭하는 경우도 있다. 몸집이 작고 팔다리가 짧으며 둥근 귀를 가지고 있으며 꼬리는 드러나지 않는다. 우는토끼라는 이름은 주위를 경계할 때 내는 고음의 울음소리에서 유래되었으며, 생김새가 설치류의 몇몇 종과 유사하기 때문에 "쥐토끼"라고도 불린다. 새앙토끼라고 부르기도 한다.

## 서식지
우는토끼는 주로 아시아, 북아메리카, 동유럽의 추운 지역에 서식한다. 대부분의 종들은 돌이 많은 산비탈에 살고 있으며, 돌과 돌 사이의 작은 틈은 포식자로부터 숨을 수 있는 많은 피난처를 제공한다. 반면, 일부 종은 초원지대에서 간단한 굴을 파면서 생활하며 심지어는 사막지대에 서식하는 종도 있다. 유라시아의 산지에 사는 우는토끼들은 조류의 일종인 흰 핀치와 굴을 빈번히 공유하기도 한다. 한국의 양강도에도 살고 있다. 서식지는 사람이 사는 곳과 동떨어진 지역이므로, 사람의 활동과 대체로 무관하다.

## 특징

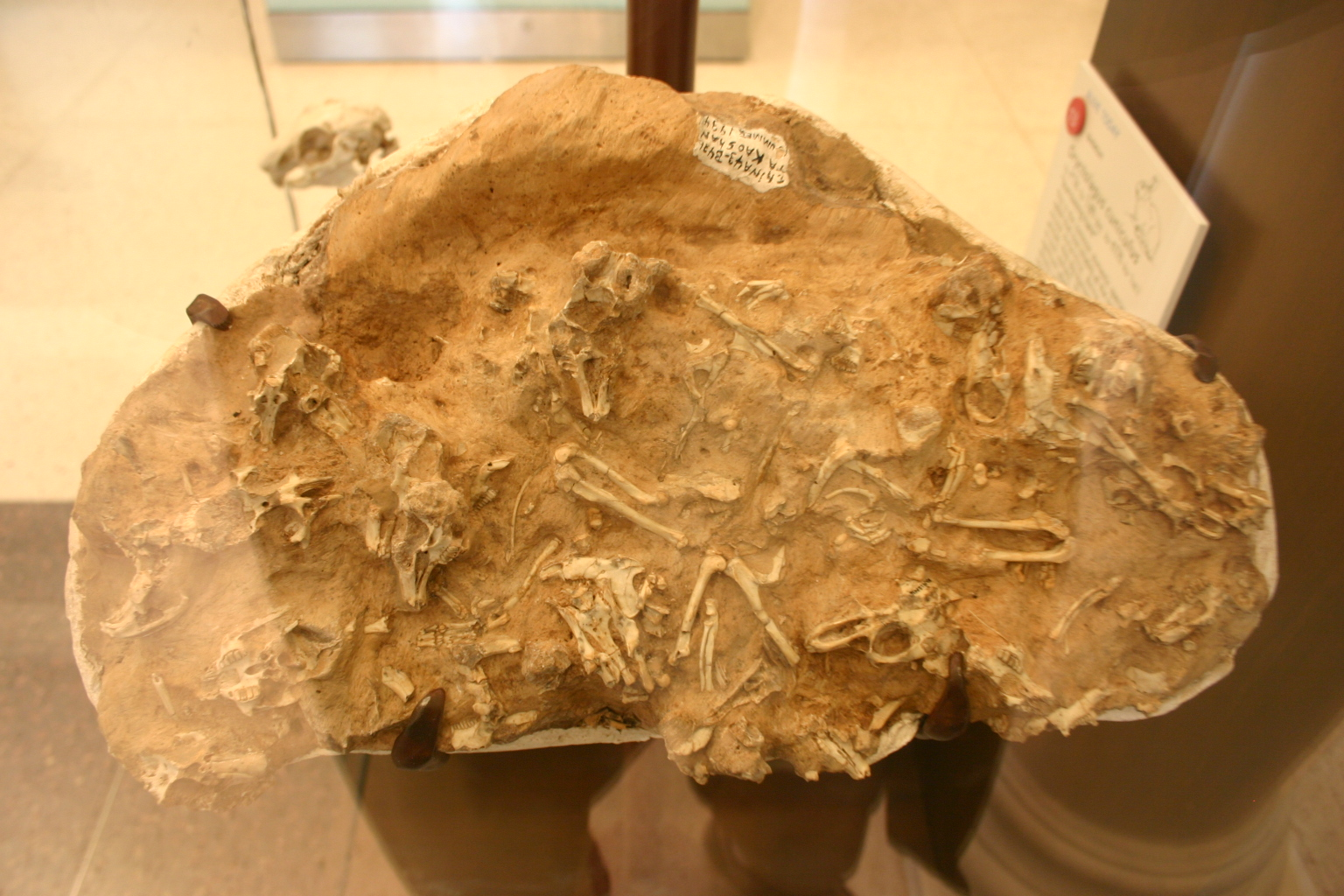
우는토끼 화석

종에 따라 다르나, 몸의 길이는 12.5~30cm, 귀는 1.5cm, 뒷다리는 2.6cm 정도이며 몸무게는 350 g 정도이다.
털은 길고 빽빽하게 나 있으며 부드럽고 가늘다. 털빛은 회색빛이 나는 갈색이며, 여름털은 밝은 황적색을 더 띠며, 겨울털은 회색이 짙다. 털빛은 등 쪽이 배 쪽보다 진하다. 어떤 종은 한 해에 두 번 털갈이를 하기도 한다. 꼬리는 털 속에 가려 전혀 보이지 않는다. 머리는 짧고 뭉뚝하며, 귀는 짧고 둥굴다. 콧구멍은 완전히 닫을 수 있다. 다리는 짧은데, 앞다리가 뒷다리보다 짧다. 발가락은 앞뒤 발이 각각 다섯이며, 발바닥에도 털이 많다.
먹이를 먹은 후에는 나중에 다시 섭취 할 무른 초록색 찌꺼기를 먼저 배설하며, 그 후에 최종적인 딱딱한 똥을 배설한다.
초식성으로 풀, 사초과, 관목 잔가지, 이끼, 지의류를 포함하는 넓은 범주의 식물을 먹이로 한다. 다른 토끼과 동물과 마찬가지로, 갉는 앞니를 가지고 있고 송곳니가 없으며, 토끼보다 어금니의 수가 적다.
번식 시기는 늦은 봄이나 여름이며, 한배에 낳는 새끼 수는 2-6마리이고 한 해에 두세 번 낳는다. 바위에 사는 우는토끼들은 다섯 마리가 안되는 새끼를 한 배에 낳는데 반해, 굴에서 사는 종들은 서식지에 이용가능한 먹이자원이 보다 더 많기 때문에 그보다 더 많은 수를 낳으며 또한 더 자주 새끼를 낳는다. 임신기간은 25일에서 30일사이이다.
갓 태어난 새끼는 털이 없고 몸무게는 약 9g이다. 성체의 1/3 크기에 이르면 젖을 떼는데, 완전히 자라는 데는 6-7주가 걸린다.
실험용 동물로 이용되기도 한다.

## 습성

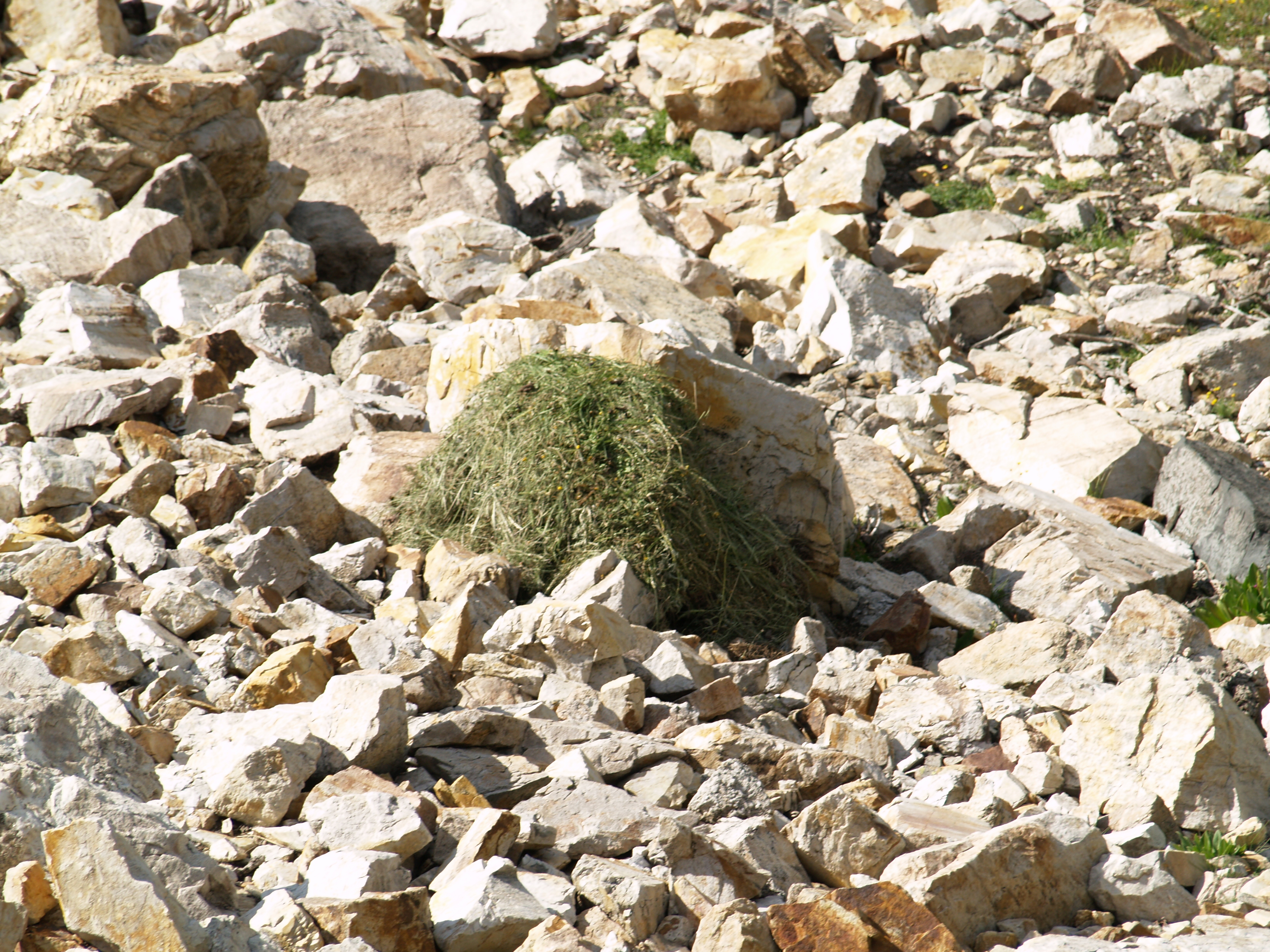
차후에 저장하기 위해 바위에서 말려지고 있는 초목 더미. Gad Valley, Snowbird Ski Resort, Little Cottonwood Canyon, Utah

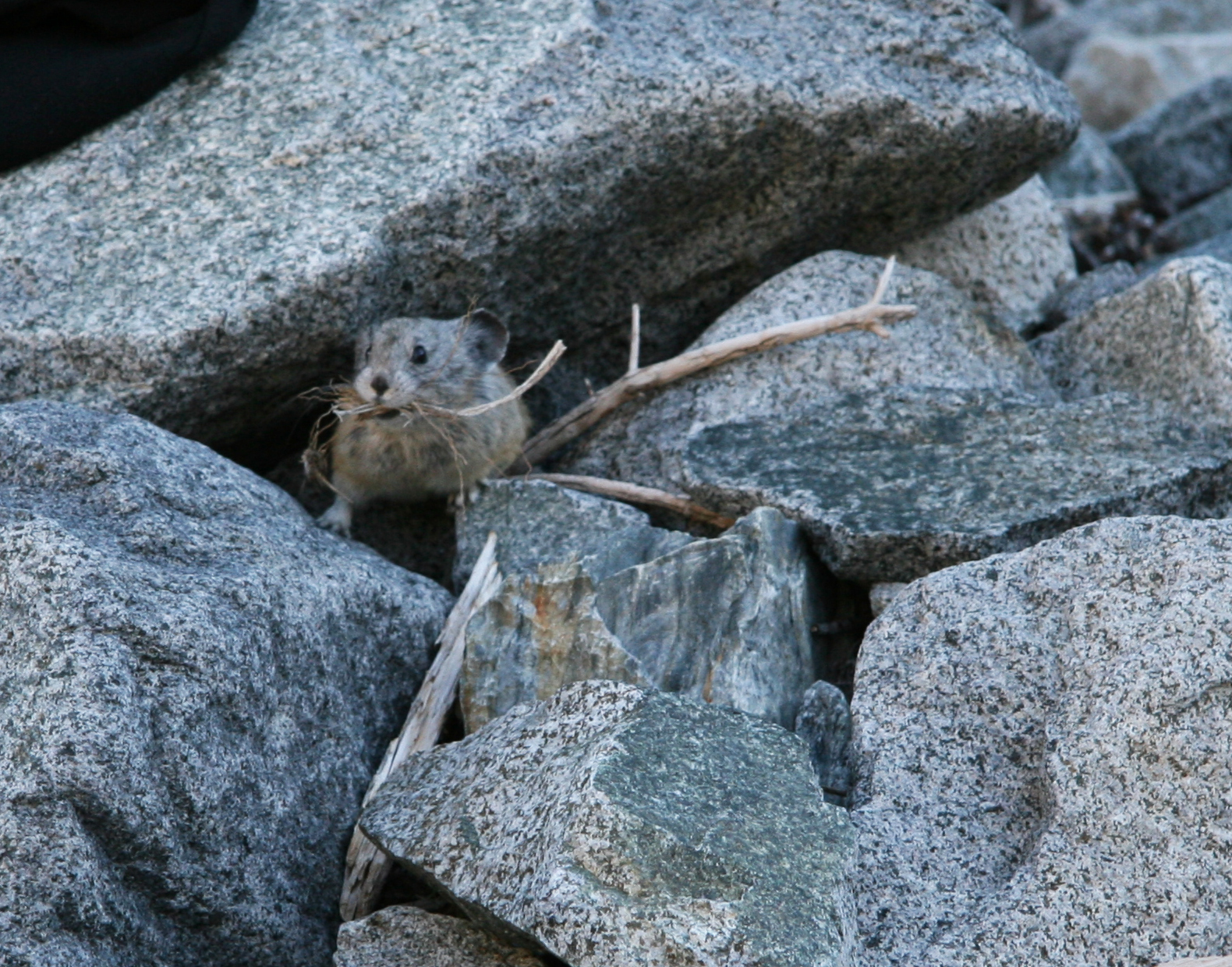
건초를 입에 물고 있는 아메리카우는토끼. Sequoia National Park, CA

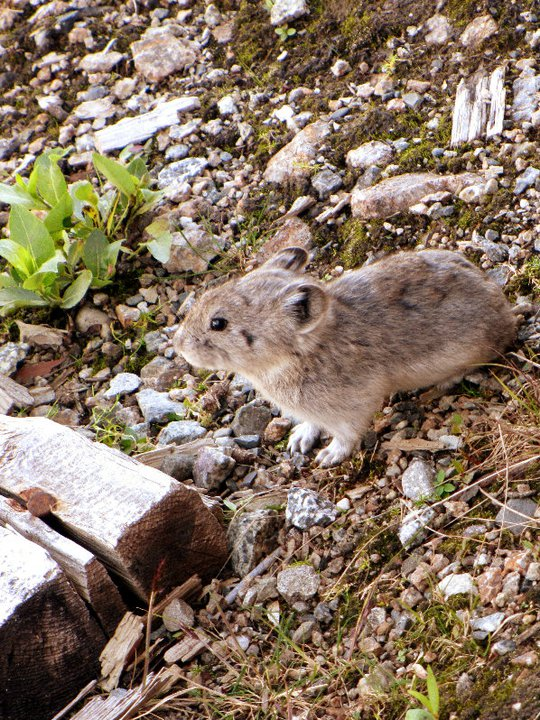
목무늬우는토끼. Hatchers Pass Alaska

주행성이거나 혹은 박명박모성으로, 높은 고도에 사는 종들은 낮기간 동안 일반적으로 더 활발한 경향이 있으며, 겨울이 오기 직전에 가장 행동이 활발하다. 겨울잠을 자지 않기 때문에, 여름과 가을에는 겨울에 먹을 먹이를 모으고 저장하는데 대부분의 시간을 보낸다. 늦여름에 풀, 잔가지, 관목 따위의 식물, 심지어는 나무 위에 올라가서 꺾은 가지들을 모은다음, 배불리 먹고 남은 이 먹이를 바위에서 햇볕에 말려 건초로 만든다. 이 말려진 건초는 암석지대에 서식하는 종은 바위 밑의 보금자리에 저장하며, 초원에 서식하는 종은 집의 입구에 쌓아 놓는다. 이렇게 저장해 놓은 건초는 먹이를 구하기가 어려운 겨울철에 먹는다.
굴에서 사는 종들은 자신들이 모은 먹이를 굴에 사는 동료와 나누어 먹는데 반해, 바위에 사는 종들은 각자가 자기만의 마른 건초로된 보금자리를 마련하여 홀로 거주하는 양상을 보인다. 바위에 사는 우는토끼가 내는 울음소리나 다른 사회적인 행동은, 포식자를 경계하여 자신의 보금자리로 피하는 것과 주로 관련이 있다.
유라시아의 우는토끼들은 보통 가족끼리 무리지어 살며, 음식을 모으고 주위를 경계하는 일을 서로 나누는 등의 사회적인 모습을 보이나. 북아메리카의 종들은 비사회적이며, 번식기를 제외하면 홀로 생활한다.

## 멸종 위기
해발고도 2,000m 이상의 고지대에 거주하는 종들은 지구온난화가 발생하면, 먹이를 쫓아 북쪽으로, 혹은 산위로 올라가다가 바다에 막히거나, 산꼭대기에 도달함으로써 멸종으로 몰릴 가능성이 높다. 아직까지 기후변화로 인해 멸종한 종은 없으나, 이미 5종이 멸종위기종 단계 혹은 심각한 멸종위기 단계에 놓여있다. 특히 로키산맥 일대에서 개체수가 상당히 줄어 들어 멸종이 우려될 수도 있다는 지적이 있다.

## 하위 종
- 북방우는토끼아속(Pika) - 북방우는토끼
  - 알타이우는토끼 또는 고산우는토끼(Ochotona alpina)
  - 은빛우는토끼(Ochotona argentata)
  - 목무늬우는토끼(Ochotona collaris)
  - 호프만우는토끼(Ochotona hoffmanni)
  - 북방우는토끼 또는 시베리아우는토끼(Ochotona hyperborea)
  - 팔라스우는토끼(Ochotona pallasi)
  - 아메리카우는토끼(Ochotona princeps)
  - 투루한우는토끼(Ochotona turuchanensis)
- 관목초원지대우는토끼아속(Ochotona) - 관목초원지대우는토끼
  - 간쑤우는토끼 또는 잿빛우는토끼(Ochotona cansus)
  - 고원우는토끼 또는 붉은입술우는토끼(Ochotona curzoniae)
  - 다우르우는토끼(Ochotona dauurica)
  - 친링우는토끼(Ochotona huangensis)
  - 누브라우는토끼(Ochotona nubrica)
  - 초원우는토끼(Ochotona pusilla)
  - 아프가니스탄우는토끼(Ochotona rufescens)
  - 무핑우는토끼 또는 무핑피카(Ochotona thibetana) - 무핑(穆坪)
  - 토마스우는토끼(Ochotona thomasi)
- 산악우는토끼아속(Conothoa) - 산악우는토끼
  - 중국붉은우는토끼(Ochotona erythrotis)
  - 포레스트우는토끼(Ochotona forresti)
  - 까오리꽁우는토끼(Ochotona gaoligongensis)
  - 글로버우는토끼(Ochotona gloveri)
  - 히말라야우는토끼(Ochotona himalayana)
  - 일리우는토끼(Ochotona iliensis)
  - 코즐로프우는토끼(Ochotona koslowi)
  - 라다크우는토끼(Ochotona ladacensis)
  - 큰귀우는토끼(Ochotona macrotis)
  - 물리우는토끼(Ochotona muliensis)
  - 검은우는토끼(Ochotona nigritia)
  - 로일우는토끼(Ochotona roylei)
  - 투르케스탄붉은우는토끼(Ochotona rutila)